# Järnvägsgatan, Sundbyberg

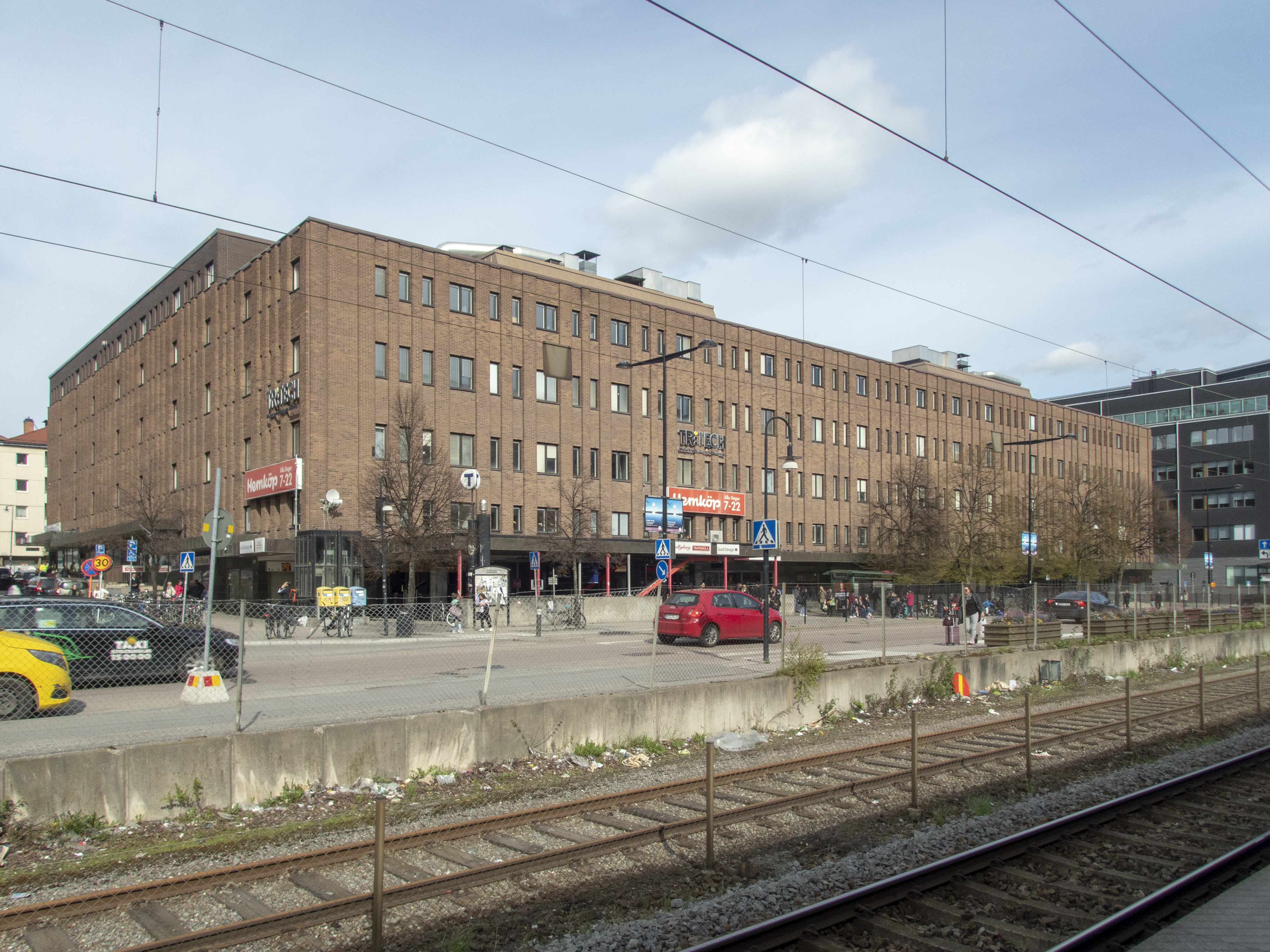
Hus utmed Järnvägsgatan

Järnvägsgatan är en gata i Sundbyberg som går längsmed järnvägen från Solna Business Park genom centrala Sundbyberg till Rissne.